# Boneworks
Boneworks Es un juego en realidad virtual (VR) creado en 2019. El juego fue desarrollado y publicado por Stress Level Zero. Esta desarrollado utilizando el motor de juego de la Unity y es compatible con todos los cascos VR (que sea compatible en PC). Fue lanzado en Windows el 10 de diciembre de 2019 para Steam.También fue lanzado el 20 de febrero en 2020 para la tienda digital de Oculus.

## Lore
Boneworks está ambientado en el universo compartido de Stress Level Zero, que incorpora otros títulos como Duck Season. Ubicado en una línea de tiempo alternativa, el conglomerado global Monogon Industries descubre una extraña dimensión conocida como Voidway en 1990. Las partículas vacías de esta dimensión permiten que las computadoras utilicen energía extradimensional para volverse increíblemente poderosas y eficientes. Monogon usa esto para crear una realidad simulada conocida como MythOS y comenzó a vender auriculares que permitían a los consumidores ingresar e interactuar con la simulación. Para la década de 2010, las realidades virtuales son donde tiene lugar la mayor parte de la interacción humana.
El jugador asume el papel de Arthur Ford, un director de seguridad virtual en MythOS. Trabaja en secreto para Gammon, un competidor de Monogon, quien le ha encargado que destruya MythOS.
El juego comienza con una escena en el mundo real que muestra a Arthur Ford entrando a una sala del pánico con un arma cargada y un auricular Monogon. También lleva un USB con el logo de Gammon, que conecta al auricular antes de ponérselo.
En MythOS, Arthur Ford realiza la tarea mundana de preservar o destruir elementos anómalos, uno de los cuales es el Gammon USB. Ford inserta el USB en un enchufe, lo que pone a MythOS en bloqueo, eliminando a todos los humanos excepto a Ford, quien es contactado por su amigo y compañero de trabajo de Monogon a través de una videollamada desde el mundo real. El empleado le informa que un "error" ha causado que el reloj mundial se congele, arrancando a todos de MythOS y causando que las partículas vacías que alimentan la simulación se vuelvan inestables. Esto está causando que los cuerpos nulos, trabajadores controlados por IA, se vuelvan conscientes y agresivos. Aunque el empleado no está seguro de por qué Ford permanece en la simulación, solicita que Ford se aventure en la Torre del Reloj e inicie un restablecimiento completo, lo que debería hacer que MythOS vuelva a estar en línea.
Ford continúa a través de un Museo Monogon sin terminar. Luego ingresa a MythOS City, luchando contra cuerpos nulos y otros enemigos. Avanza a través de varios entornos y debe resolver una variedad de acertijos basados en la física, y eventualmente cae de MythOS City a alcantarillas abandonadas y áreas no utilizadas. Es aquí donde un representante de Gammon lo contacta y le pregunta por qué intenta ingresar a la Torre del Reloj cuando su misión ya está completa. Aunque Ford no responde, Gammon finalmente se da cuenta de que se está volviendo rebelde, intentando ingresar y fusionarse con Voidway, desconectando su conciencia de su cuerpo físico y efectivamente volviéndose inmortal. Dado que tanto Monogon como Gammon ahora envían agentes virtuales para detener a Ford, este debe avanzar a través de entornos peligrosos mientras lo persiguen.
Ford entra en una estación de tren que lo lleva a una gran plaza que rodea la Torre del Reloj. Descubre que el área está poblada con hordas de versiones zombificadas de sí mismo de líneas de tiempo alternativas, todas las cuales fallaron en su misión a la Torre y ahora intentan evitar que tenga éxito. Ford persiste, y finalmente se dirige a la Torre, donde debe destruir el núcleo del Reloj mientras sus yo alternativos, los cuerpos nulos y los ejecutores de Monogon intentan desesperadamente detenerlo. Ford tiene éxito en la destrucción del Reloj y MythOS es aniquilado en una luz blanca cegadora.
Ford se encuentra en un vacío negro, con una puerta enrejada frente a él. Una entidad del Vacío se para frente a él, pero atraviesa la puerta cuando él se acerca. Ford atraviesa la puerta y cae en picado al Vacío.
Una segunda escena del mundo real muestra a Arthur Ford todavía en coma por los auriculares, mientras que su yo virtual entra en una realidad simulada diferente.
Arthur Ford virtual se encuentra en una mazmorra medieval, acompañado por una versión alternativa no zombificada de sí mismo, que lo saluda. Ford descubre que puede controlar a estos 'clones', que imitan sus movimientos. Usando esto, escapa de la mazmorra, se encuentra con varios otros clones y los utiliza para escapar. Huyendo de la mazmorra, llega a una arena medieval, donde un clon de sí mismo con una corona exige que demuestre que es digno de ingresar al Voidway. Ford lucha contra varios Ford zombificados y demuestra su victoria. El Rey Ford, impresionado, permite que nuestro Ford entre en su castillo, que está 'inacabado' ya que Monogon aún está desarrollando esta realidad simulada. En la sala del trono, el Rey desafía a Ford a un duelo por el trono. Ford acepta y los dos pelean, con nuestro Ford triunfando. Todos los demás Ford se inclinan y nuestro Ford toma el trono. Descubre una trastienda oculta con garabatos fanáticos, y allí se pone en contacto con su amigo, quien presa del pánico le informa a Ford que Monogon ha localizado la habitación segura del mundo real de Ford. El amigo, a mitad de la explicación, descubre que su propia casa está siendo atacada por Monogon. Le dice a Ford que se desconecte de MythOS inmediatamente y huye. Ford continúa hacia la cámara y entra en un enorme espacio abierto. Con la ayuda de un ejército de Ford, lucha contra el último esfuerzo de Monogon para detenerlo.
Nuestro Ford continúa solo hasta un monolito masivo en la distancia etiquetado como "02", al que debe ingresar. Luego, el juego termina con una escena final del mundo real. Las fuerzas armadas de Monogon irrumpen en la sala de seguridad y rodean al Ford en estado de coma. Un ejecutivo de negocios (cuyo rostro está borroso), entra en la habitación y examina el equipo de Ford. Mientras los soldados aseguran la vecindad, el ejecutivo saca una pistola y le dispara a Ford en la cabeza mientras varias entidades del Vacío observan. Sin embargo, el Ford virtual sigue vivo, lo que confirma que logró su objetivo de inmortalidad. 

## Gameplay
Boneworks es alagado alrededor de tener pistolas realistas y un sistema de física complicado. Todos los  objetos en el mundo pueden ser manipulados por el jugador según lamedida de la vida real del objeto y peso. Los objetos pequeños como tazas o martillos pueden ser fácilmente cogido con una mano mientras objetos más grandes como las cajas o las hachas toman más esfuerzo para ser cogidas.
Las armas en Boneworks requieren movimiento físico, con recarga manual de armas y acción cuerpo a cuerpo fuerte para replicar cuánto esfuerzo tomaría la acción en la vida real. Los jugadores también pueden recoger pequeños enemigos y arrojarlos o golpearlos contra una pared; los enemigos pueden ser agarrados y disparados simultáneamente.
Los niveles en el juego tienen muchas formas de lograrlos, como apilar cajas para evitar rompecabezas o escalar repisas para evitar peleas. El juego fomenta múltiples formas diferentes y creativas de completar acertijos, incluido "hacer trampa" o resolverlos de manera no intencionada. Hay dos modos de juego adicionales, arena y sandbox, con una variedad de mapas además de la campaña. Se pueden desbloquear diferentes mapas en el modo sandbox encontrando "módulos" para conectarlos al menú principal. Se pueden desbloquear otros elementos encontrando "cajas de huesos" que tengan elementos desbloqueables, como enemigos y accesorios, y colocándolos dentro de un contenedor de recuperación que generalmente se encuentra cerca del final de un nivel. También puedes poner pistolas y armas cuerpo a cuerpo en el área para usarlas en los modos arena o sandbox. Se pueden encontrar múltiples variaciones de armas, como armas con accesorios como miras, empuñaduras y láseres.

## Desarrollo
Boneworks se mostró en una demostración técnica en 2018, y el juego alcanzó un estado jugable y completo en octubre de 2019, y se lanzó en Steam el 10 de diciembre de 2019. El 20 de febrero de 2020 se lanzó en Oculus VR Store, con un nivel exclusivo temporalmente.

## Recepción
Boneworks ha sido comparado con Half-Life en su estética y rompecabezas. El juego fue elogiado por haber creado un "motor increíble para una aventura de realidad virtual cautivadora", y ha sido calificado como "uno de los mejores juegos de aventuras con armas de realidad virtual del mercado". Se ha descrito que la manipulación física en Boneworks entra en el " valle inquietante ". El juego ha sido criticado por sus errores, donde las extremidades del jugador pueden quedar atrapadas en los objetos del juego, así como por el contenido que no tiene un buen ritmo y la falta de una buena trama. Se ha descrito como un "patio de recreo de física VR". El juego ha sido descrito como "concebido como un escaparate de combate en primer lugar y en segundo lugar como una historia épica impulsada por la historia: Narbacular Drop a Valve's Portal ". .
El día del lanzamiento de Boneworks, alcanzó la cima de las listas de mayor venta y de los 100 mejores jugadores de Steam de ese día.
El juego fue nominado como "Mejor juego VR/AR" en los Game Developers Choice Awards .